# Ernst Höfner
Pour les articles homonymes, voir Höfner (homonymie).
Ernst Höfner, né le 1er octobre 1929 à Liebenstein et mort le 24 novembre 2009, est un homme politique est-allemand. Il est ministre des Finances de 1981 à 1989.

## Sources
- (de) Cet article est partiellement ou en totalité issu de l’article de Wikipédia en allemand intitulé « Ernst Höfner » (voir la liste des auteurs).